# Palma-Palmilla
Palma-Palmilla (5) es uno de los once distritos en que está dividida administrativamente la ciudad de Málaga. Está situado en el norte de la ciudad, en el margen derecho del río Guadalmedina, extendiéndose desde el Arroyo de los Ángeles, al sur, hasta el Embalse de El Limonero y el enlace de la A-45 con la A-7, al norte. El distrito toma su nombre de los barrios de La Palmilla y La Palma. Limita al sureste con el distrito Centro y al suroeste con el distrito Bailén-Miraflores, separándolo de ambos la Avenida del Arroyo de los Ángeles. Al este, con el distrito Ciudad Jardín, del que lo separa el Guadalmedina, al oeste limita con el distrito Puerto de la Torre y al norte con el término municipal de Almogía. Los Montes de Málaga se extienden al norte y al oeste.

## Urbanismo
Sus barrios surgieron durante los años 60 y 70 del siglo XX, con el objetivo de reubicar a familias procedentes de barrios históricos como La Trinidad o El Perchel, afectados por un plan urbanístico; y a familias de barriadas afectadas por el chabolismo y la pobreza, una situación marginal aumentada aún más por las inundaciones ocurridas en aquellos años.

## Barrios
26 de Febrero, 503 Viviendas, 720 Viviendas, Arroyo de los Ángeles, Las Erizas, La Palma, La Palmilla, La Roca, La Rosaleda, Las Virreinas, Martiricos, Parque Las Virreinas, Virreina y Virreina Alta.

## Lugares, eventos y proyectos
Entre los edificios y lugares más conocidos del distrito número 5 de Málaga se pueden citar el Estadio La Rosaleda, el Colegio del Mapa, el Hospital Materno Infantil, el Centro de Ciencia Principia y el Monte Coronado. También se encuentran aquí las oficinas centrales del Diario Sur, la radio Color Comunitaria, el Parque Central del Real Cuerpo de Bomberos y la Escuela Oficial de Idiomas, entre otros.
Son destacables por su valor arqutectónico e histórico, el Instituto Nuestra Señora de la Victoria, obra del arquitecto Miguel Fisac Serna, el antiguo Convento de los Ángeles, una de las edificaciones más antiguas del distrito, y la recientemente demolida fábrica de teléfonos Citesa.
En septiembre de 2019, se estrenó en TVE la serie Malaka donde actuó el actor palmillero Jesús Rodríguez "El Chule", vecino conocido en el distrito por su gran labor social, siendo fundador de proyectos como "La Casa de la Buena Vida" y "Er banco Güeno".

### Parque Forestal Las Virreinas
Inaugurado en 2003, el Parque Las Virreinas ocupa 57 hectáreas de la antigua finca de La Virreina. Contiene matorral y árboles autóctonos como algarrobos y olivos centenarios. Cuenta con numerosos senderos de dificultad baja, media o alta, todos ellos debidamente señalizados, es un parque periurbano donde existen zonas de aparcamiento y zonas de pícnic para pasar días de campo.
Encontramos ocho miradores, a diferentes alturas, con unas espléndidas vistas de la ciudad de Málaga, destacan El Mirador del Sur, el Mirador del Viento Garbí, el del Terral o el Mirador de Poniente. Al fondo avistamos el Puerto de Málaga y el Centro Histórico de Málaga.
Limitando con el parque podemos encontrar el Caserón de La Virreina, inmueble que pertenecía a la finca donde vivió a Ana de Zayas y Ramos, virreina de México, que da nombre al barrio. En la actualidad, este edificio pertenece al Ayuntamiento de la ciudad, el cual lo derribó en 2008 por su estado ruinoso, para posteriormente construir una réplica que a día de hoy alberga la incubadora de empresas Promálaga Virreina, dirigida a pymes y autónomos.

### Plan Comunitario Palma-Palmilla Proyecto Hogar
En 2015, el pleno del Ayuntamiento de Málaga aprobó por unanimidad iniciar un proyecto de dinamización vecinal para hacer a la población protagonista de la mejora de su entorno, culminando en la metodología conocida como Plan Comunitario Palma-Palmilla Proyecto Hogar. En 2023 estrenaron el documental Todo lo que aprendí. Historias sobre educación en Palma-Palmilla en el que se recoge una decena de testimonios para fomentar la educación y vencer los prejuicios en torno al distrito. Este proyecto nació del deseo de poner nombre y apellidos a todas aquellas personas que trabajan para derribar el estigma del barrio a modo de una pequeña muestra de otras muchas historias parecidas en Palma-Palmilla. Los protagonistas fueron el médico Daniel Urdiales, la profesora Toñi Vigo, el empresario Fernando Torres, la fisioterapeuta Alicia Gutiérrez, la trabajadora social Kauthar Tounna, la cineasta Cristina López, el empresario Antonio Pedraza, el hostelero Israel Calatayud, el matemático José Luis Urdiales y la árbitra de fútbol Mercedes Parra.

### Fútbol
En 1941 se terminó de construir el Estadio La Rosaleda en el Paseo de Martiricos, para albergar los partidos del extinto CD Málaga, y desde 1948 los del Club Atlético Malagueño, actual Málaga CF. Además ha sido sede de encuentros de la Copa del Mundo 1982, de la Selección Española y de la Selección Andaluza.
En 1991 se fundó el Club Deportivo 26 de Febrero por Francisco Linares, con el objetivo de que los niños del barrio pudieran jugar, aprender y divertirse, siendo una entidad en su totalidad de fútbol base. Tiene sede en el Estadio La Virreina, un campo de césped artificial que linda con el Parque Manuel Navarrete. Desde la temporada 2015/2016 alberga anualmente el Torneo Benéfico Alevín Promesas Andaluzas, organizado por el club local junto a la cadena de televisión malagueña 101TV.
Han sido varios los futbolistas del distrito que llegaron a ser profesionales, entre los que se pueden destacar a cuatro que lograron debutar en Primera División de España: José Manuel Sánchez Canillas 'El León de La Palmilla', Antonio Galdeano 'Apoño', Luis Muñoz y Antonio Cortés 'Antoñín'.

### Música
En junio de 2024, los músicos orihundos de este distrito, Oscar El Ruso, Samueliyo Baby, Samuel G, Jthyago y Sami Duque, recibieron el Disco de Platino por la canción "Japoni", tras acumular millones de reproduciones en distintas plataformas.

### Carrera de San Silvestre
Desde 2011, el 31 de diciembre se celebra en este distrito la tradicional sansilvestre popular, la última carrera del calendario de la ciudad de Málaga. En la actualidad cuenta con dos recorridos, uno de 2 000 y otro de 10 000 metros, siendo alrededor de medio millar los atletas que despiden el año corriendo por una causa solidaria entre las calles de la barriada.

## Población
Según datos del Ayuntamiento de Málaga de 2022, en el distrito Palma-Palmilla estaban censados 30 987 ciudadanos, aunque otras fuentes indican que en la zona viven entre 35 000 y 36 000 personas.

### Población extranjera residente según nacionalidad
| País      | Población |
| --------- | --------- |
| Marruecos | 1.809     |
| Nigeria   | 352       |
| Rumania   | 220       |
| Paraguay  | 161       |
| Ghana     | 127       |
| Ucrania   | 120       |
| Venezuela | 68        |
| Italia    | 62        |
| Colombia  | 57        |
| Siria     | 41        |
| Otros     | 567       |
| Total     | 3.584     |

## Transporte
Palma-Palmilla estará conectado en un futuro a la red del metro de Málaga mediante las líneas 4 y 6, según el anteproyecto del metro. La línea 4 transcurriría por el lecho del río Guadalmedina en caso de realizarse su embovedamiento de acuerdo con el plan Guadalmedina. No hay proyecto concreto ni fecha para la realización de la línea 6.
En autobús queda conectado mediante las siguientes líneas de la EMT:
| Línea | Trayecto                                          | Recorrido | Frecuencia<ref>Días laborables.         |
| ----- | ------------------------------------------------- | --------- | --------------------------------------- |
| C1    | Circular 1                                        | Recorrido | 12 minutos                              |
| C2    | Circular 2                                        | Recorrido | 11-12 minutos                           |
| 2     | Alameda Principal - Ciudad Jardín (San José)      | Recorrido | 10-11 minutos                           |
| 7     | Alameda Principal - Miraflores de los Ángeles     | Recorrido | 10-11 minutos                           |
| 15    | La Virreina - Santa Paula                         | Recorrido | 11-12 minutos                           |
| 17    | Alameda Principal - La Palma                      | Recorrido | 10 minutos                              |
| 26    | Alameda Principal - Alegría de la Huerta          | Recorrido | 15 minutos                              |
| 30    | Alameda Principal - Mangas Verdes                 | Recorrido | 45-50 minutos                           |
| 61    | Alameda Principal - Jardín Botánico La Concepción | Recorrido | 60 minutos (Fines de Semana y festivos) |
| N2    | Plaza de la Marina - Circular                     | Recorrido | 50-55 minutos                           |

Y las siguientes líneas interurbanas del Consorcio de Transporte Metropolitano del Área de Málaga:
| Línea | Trayecto                        | Recorrido y Horarios | Plano |
| ----- | ------------------------------- | -------------------- | ----- |
| M-151 | Málaga-Casabermeja-Arroyo Coche | Recorrido y Horarios | Plano |
| M-251 | Málaga-Colmenar                 | Recorrido y Horarios | Plano |